# Dominic Scott Kay
Dominic Scott Kay (sinh ngày 6/5/1996) là một diễn viên điện ảnh, diễn viên lồng tiếng và diễn viên Mỹ.
Anh sinh ra ở Los Angeles, California, con trai của nhạc sĩ và diễn viên Scott Kay. Anh được biết đến nhiều nhất với vai diễn phụ xuất hiện trong cảnh quả trứng Phục sinh của Pirates of the Caribbean: At World's End trong vai con trai của Will Turner (Orlando Bloom) và Elizabeth Swann (Keira Knightley). Anh còn được biết đến với vai trò người lồng tiếng của Wilbur trong Mạng nhện của Charlotte và Đức Phật trong Buddies.
Anh đạo diễn, viết kịch bản và đóng vai chính trong một bộ phim ngắn được gọi là Giải cứu Angelo, một câu chuyện dựa trên những sự kiện thực sự của một con chó bị bỏ rơi, bỏ mặc cho chết bên đường mà ông và gia đình giải cứu trong năm 2003.

## Sự nghiệp
| Phim        | Phim                                     | Phim                     | Phim                                   |  |
| Năm         | Phim                                     | Vai                      | Ghi chú                                |  |
| ----------- | ---------------------------------------- | ------------------------ | -------------------------------------- |  |
| 2002        | Minority Report                          | Younger Sean             |                                        |  |
| 2003        | They Call Him Sasquatch                  | Boy                      |                                        |  |
| 2003        | Mindcrime                                | Boy                      |                                        |  |
| 2004        | Single Santa Seeks Mrs. Claus            | Jake                     | TV Movie                               |  |
| 2004        | Guarding Eddy                            | Young Boy                |                                        |  |
| 2004        | Love's Enduring Promise                  | Mattie                   | TV Movie                               |  |
| 2004        | Angel in the Family                      | Frankie                  | TV Movie                               |  |
| 2005        | Loverboy                                 | Paul - Age 6             |                                        |  |
| 2005        | Fathers and Sons                         | Elliott - Age 4          | TV Movie                               |  |
| 2005        | Meet the Santas                          | Jake                     | TV Movie                               |  |
| 2006        | Midnight Clear                           | Jacob                    |                                        |  |
| 2006        | The Wild                                 | Young Samson             | Lồng tiếng                             |  |
| 2006        | Charlotte's Web                          | Wilbur                   | Lồng tiếng                             |  |
| 2006        | Air Buddies                              | Bud-dha                  | Lồng tiếng                             |  |
| 2007        | Cake: A Wedding Story                    | Ryan                     |                                        |  |
| 2007        | Charlotte's Web: Flacka's Pig Tales      | Flacka                   | Lồng tiếng                             |  |
| 2007        | The Dukes                                | Brion                    |                                        |  |
| 2007        | Pirates of the Caribbean: At World's End | son of Will Turner       |                                        |  |
| 2007        | Saving Angelo                            | Danny                    | Kay directed and wrote the short film  |  |
| 2007        | Grampa's Cabin                           | Jake                     | Kay directed and wrote the short film  |  |
| 2008        | Snow Buddies                             | Adam                     |                                        |  |
| 2011        | The Little Engine That Could             | Richard                  |                                        |  |
| 2011        | Cousin Sarah                             | Andrew                   |                                        |  |
| Truyền hình |                                          |                          |                                        |  |
| Năm         | Tên                                      | Vai                      | Đoạn                                   |  |
| 2002        | Power Rangers Wild Force                 | Scotty                   | "The End of the Power Rangers: Part 2" |  |
| 2003        | Oliver Beene                             | Young Oliver             | "A Day at the Beach"                   |  |
| 2003        | Oliver Beene                             | Young Oliver             | "Dancing Beene"                        |  |
| 2004        | Oliver Beene                             | Young Oliver             | "Disposa-Boy"                          |  |
| 2004        | Oliver Beene                             | Young Oliver             | "Fallout"                              |  |
| 2006        | Without a Trace                          | Eli                      | "Check Your Head"                      |  |
| 2007        | NCIS                                     | Carson Taylor / Matthews | "Lost and Found"                       |  |
| 2008        | Hallmark Hall of Fame                    | Young Brad Cohen         | "Front of the Class"                   |  |
| 2009        | House M.D.                               | Jackson Smith            | "The Softer Side"                      |  |
| Video games |                                          |                          |                                        |  |
| Năm         | Tên                                      | Vai                      | Ghi chú                                |  |
| 2007        | The Tuttles: Madcap Misadventures        | Zach Tuttle              | Lồng tiếng                             |  |